# كريستيان ريمون
كريستيان ريمون (بالفرنسية: Christian Raymond)‏ ولد بتاريخ 24 ديسمبر 1943 في ماين ولوار، فرنسا، هو دراج فرنسي في صنف سباق الدراجات على الطريق. شارك في دورة الألعاب الأولمبية الصيفية.

## سجل النتائج

### سباقات أو مراحل فاز بها
- طواف فرنسا

## وصلات خارجية
- الموقع الرسمي

## روابط خارجية
- كريستيان ريمون على موقع أرشيف الدراجات (الإنجليزية)
- كريستيان ريمون على موقع إحصائيات الدراجات الإحترافية (الإنجليزية)
- كريستيان ريمون على موقع CycleBase (الإنجليزية)
- كريستيان ريمون على موقع أوليمبيديا (الإنجليزية)